# Жалсабон, Дашидондок Жалсапович
Жалсабон, Дашидондок Жалсапович (бур. Жалсабон Дашадондог) – первый ректор Восточно-Сибирского государственного института культуры, профессор, кандидат экономических наук, заслуженный работник культуры Бурятской АССР (1963), заслуженный работник культуры РСФСР (1971).

## Биография

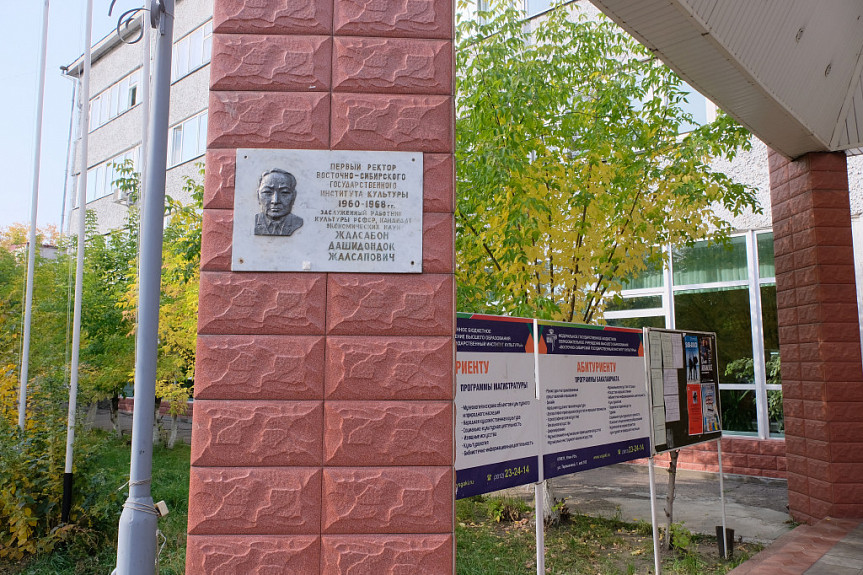
Памятная табличка в честь Дашидондока Жалсабона у входа в Институт культуры

Дашидондок Жалсабон родился в 1913 году в улусе Усть-Хилганда (Хилгэндын-Адаг) Агинского аймака. В семье было пятеро детей, Дашидондок был старшим. В семь лет он пошел в Ага-Хангильскую школу, где учился у известного народного учителя Лодона Линховоевича Линховоина, отца Лхасарана Лодоновича Линховоина. Окончив семилетку, начал трудовую деятельность секретарем сельсовета. Затем Дашидондок заведует отделом Иволгинского райкома партии, работает там же вторым секретарем, а с 1942-го по сентябрь 1947 года - первым.
В 1950 году, после окончания Высшей партийной школы при ЦК ВКП(б) в Москве Д.Ж. Жалсабон был избран секретарем Бурятского обкома и Улан-Удэнского горкома партии по идеологии.
В 1955 году, Дашидондок Жалсапович в Москве, в Академии общественных наук при ЦК КПСС, защищает кандидатскую диссертацию на тему: «МТС - индустриальная материально-техническая база колхозного строя», получив научное звание кандидата экономических наук.
В 1956 Д.Ж. Жалсабон назначается министром культуры Бурятской АССР.
В 1960 году Дашидондок Жалсапович был назначен ректором нового ВУЗа Бурятии: Восточно-Сибирского библиотечного института (сейчас - Восточно-Сибирский государственный институт культуры). За 8 лет он смог сформировать коллектив, выстроить учебные корпуса и общежития, оборудовать кабинеты и обеспечить квартирами преподавателей, многие из которых приехали из Москвы и Ленинграда.
С 1968 года Жалсабон стал заведующим кафедрой научного коммунизма и философии.
С 1977 – заведующим кафедрой политэкономии и научного коммунизма.
В 1981 году Дашидондок Жалсапович был избран и.о. профессора кафедры политэкономии и научного коммунизма.
Скончался в 1986 году.

## Награды
- Орден «Знак Почета»
- Медаль МНР «Найрамдал»
- Медаль МНР «50 лет Монгольской народной революции»